# S.E.T. XV

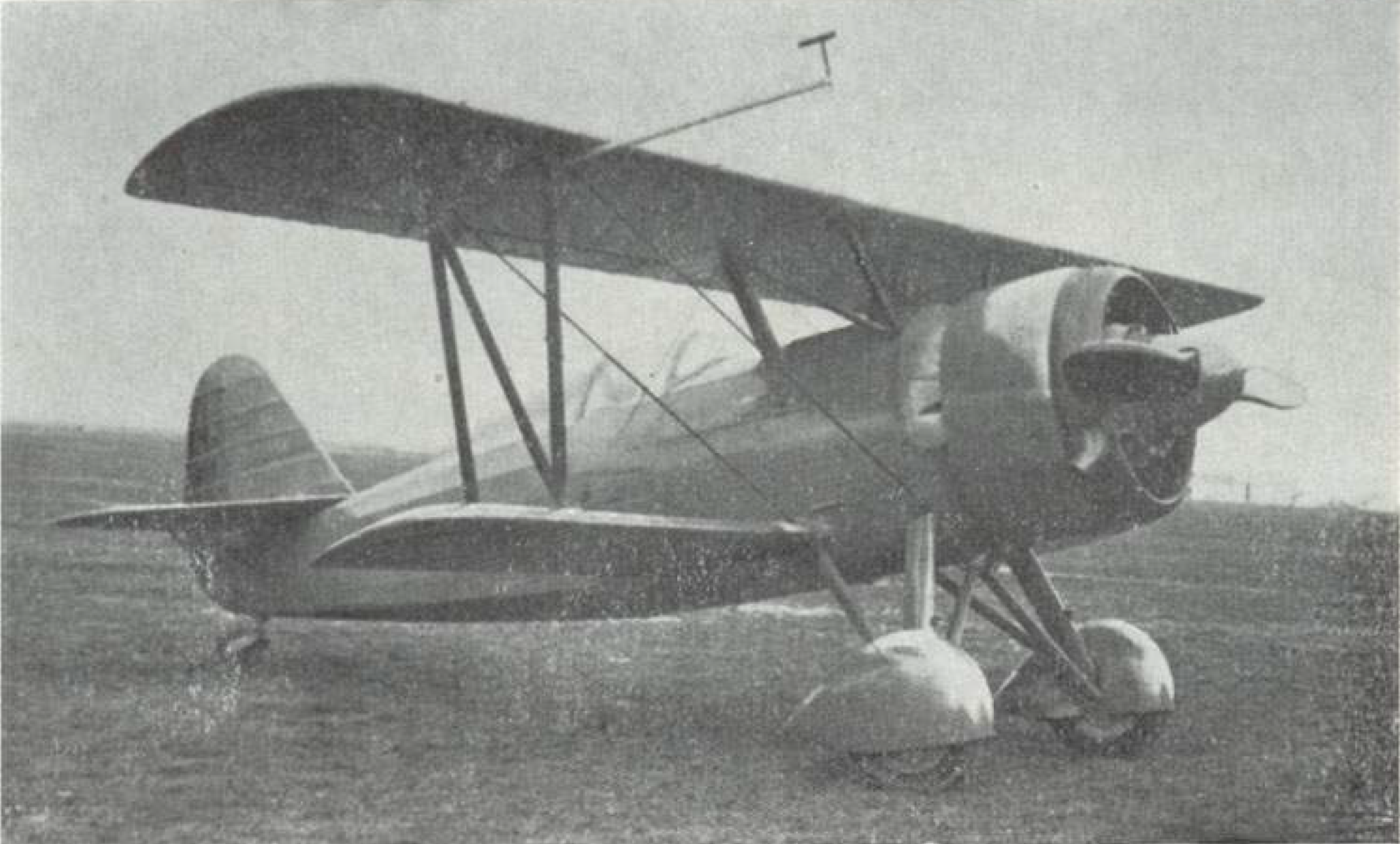
S.E.T XV

Le S.E.T. 7 est un avion militaire de l'entre-deux-guerres construit en Roumanie par la Societatea Pentru Exploatări Tehnice (SET).